# Finschia chloroxantha
Finschia chloroxantha är en tvåhjärtbladig växtart som beskrevs av Friedrich Ludwig Diels. Finschia chloroxantha ingår i släktet Finschia och familjen Proteaceae. Utöver nominatformen finns också underarten F. c. macrocarpa.